# Schloss Hofen
Schloss Hofen (oder Neu-Hofen) ist ein schlossartiger Renaissanceansitz aus dem 16. Jahrhundert bei Lochau am Ufer des Bodensees.

## Geschichte

### Vorgeschichte
Der Hof bzw. Turm zu Hofen war seit 1218 Sitz gräflich-montfortischer Ministerialen und zugleich Burgmannensitz der über Hofen liegenden Burg Lochau (Alt-Hofen) und blieb bis 1451 montfortisch.

### Alt-Hofen
1452 wurde die Burg Alt-Hofen durch einfallende Truppen des schwäbischen Städtebunds zerstört und 1456 ging es als Österreichisches Lehen an Jos Mündelin. Alt-Hofen besteht noch heute als Ruine auf einer bewaldeten Rückfallkuppe nordöstlich des Ortes Lochau über Schloss Hofen.

### 15. und 16. Jahrhundert, Herren von Raitenau
1467 bis 1658 waren die Herren bzw. Reichsherren und Grafen von Raitenau (Reitnau) in Lochau.
Hans Gaudenz von Raitenau erhält 1562 die „Burg Hofen“ und lässt an dieser Stelle in den Jahren 1584/85 das zwischen Lochau und Eichenberg gelegene „Schloss Hofen“ (Neu-Hofen) im Anschluss an die vermutlich bereits vor 1496 durch Hans Werner II. von Raitenau errichtete St. Oswaldkapelle (ehem. Hauskapelle, später Hl. Kreuz) bauen.
1559 wurde Wolf Dietrich von Raitenau (1559–1617) als Sohn des kaiserlichen Oberst Hans Werner von Raitenau und der Helena von Hohenems auf Schloss Hofen geboren – er war später Erzbischof von Salzburg (1587–1612).

### 17. und 18. Jahrhundert
Vollendet wurde der Bau um 1616 durch Hans Werner IV. von Raitenau.
Nachdem während des Dreißigjährigen Krieges eine Belagerung von Lindau erfolgreich abgewehrt werden konnte, eroberte der schwedische Reichsfeldmarschall Karl Gustav Wrangel 1646 Schloss Hofen und schlug hier am 3. Jänner 1647 sein Hauptquartier auf.
1659 ging das Schloss an die Herren von Königsegg-Rothenfels, 1680 weiter an die Freiherren von Stotzingen und im Jahre 1733 an Franz Joseph Maria von Debern.
Unter Joseph Benedikt von Clavell und seinen Nachfahren (1757–1848) erfolgte eine Adaption der Gebäude als Bierbrauerei.

### 19. und 20. Jahrhundert, wechselvolle Geschichte
Seit der Mitte des 19. Jahrhunderts kam es zu einer rasch wechselnden Folge zunächst adeliger und seit 1898 bürgerlicher Besitzer (Allodifizierung im Jahr 1875).
Im Ersten Weltkrieg diente das Schlossgebäude als Reservespital, danach als Erholungsheim für Soldaten, in dem auch Kurse für Kriegsversehrte stattfanden.
Der Orden des Heiligen Vinzenz von Paul in Zams erwarb das Schloss im Jahr 1908 und führte darin ein Heim für geistig behinderte Kinder. Auch nachdem es 1929 vom Land Vorarlberg gekauft und dem Kinderrettungsverein zwecks Einrichtung einer Mädchenerziehungsanstalt zur Verfügung gestellt worden war, wurde diese weiterhin von den Barmherzigen Schwestern geführt, ehe die Mädchen 1936 in ein anderes Heim übersiedelt wurden. Die Schwestern mussten das Schloss 1940 verlassen.
Im Zweiten Weltkrieg wurde das Schloss als Lazarett und Dienststelle der deutschen Wehrmacht genutzt.
1951 wurde Schloss Hofen vom Land an die Kammer der Gewerblichen Wirtschaft verkauft, die darin 1952 eine Berufsschule für das Gastgewerbe mit angeschlossenem Internat in Betrieb nahm.
1972 kam es zum neuerlichen Ankauf durch das Land Vorarlberg, welches nach einer umfassenden Generalsanierung und Adaptierung darin am 28. November 1981 ein Landes-Bildungszentrum eröffnete.

### Heutige Nutzung
1991 folgte die Ausgliederung des Schlosses in eine gemeinnützige GmbH und das Bildungshaus besteht seither als „Zentrum für Wissenschaft, Aus- und Weiterbildung“.

## Architektur
Das Schloss Hofen ist neben dem Palast Hohenems der zweite bedeutende Renaissance-Bau Vorarlbergs. Der Unterschied dieser beiden Bauten wird schon durch die Bezeichnung „Schloss“ (Hofen) und „Palast“ (Hohenems) deutlich.
Der unaufdringliche Schlossbau kann in seiner topographischen Gliederung als Gesamtbild der mittelalterlichen Architektur Vorarlbergs gelten.
Der dreigeschoßige Wohntrakt zeigt die Form von zwei stumpfwinkelig aneinander stoßenden Flügeln. Von dem Wohntrakt westseitig vorgelagerten Wirtschaftsgebäude stehen nach tiefgreifenden Umbauten und Restaurierungen seit 1951 nur noch die Außenmauern. Im Rahmen einer 2016 abgeschlossenen Generalsanierung wurden zwei rückwärtige Anbauten aus dem Jahr 1908 abgetragen und durch zwei neue freistehende Erschließungstürme ersetzt.
Über der äußeren Einfahrt ist ein Wappenstein der Raitenauer sichtbar – bez. 1585.

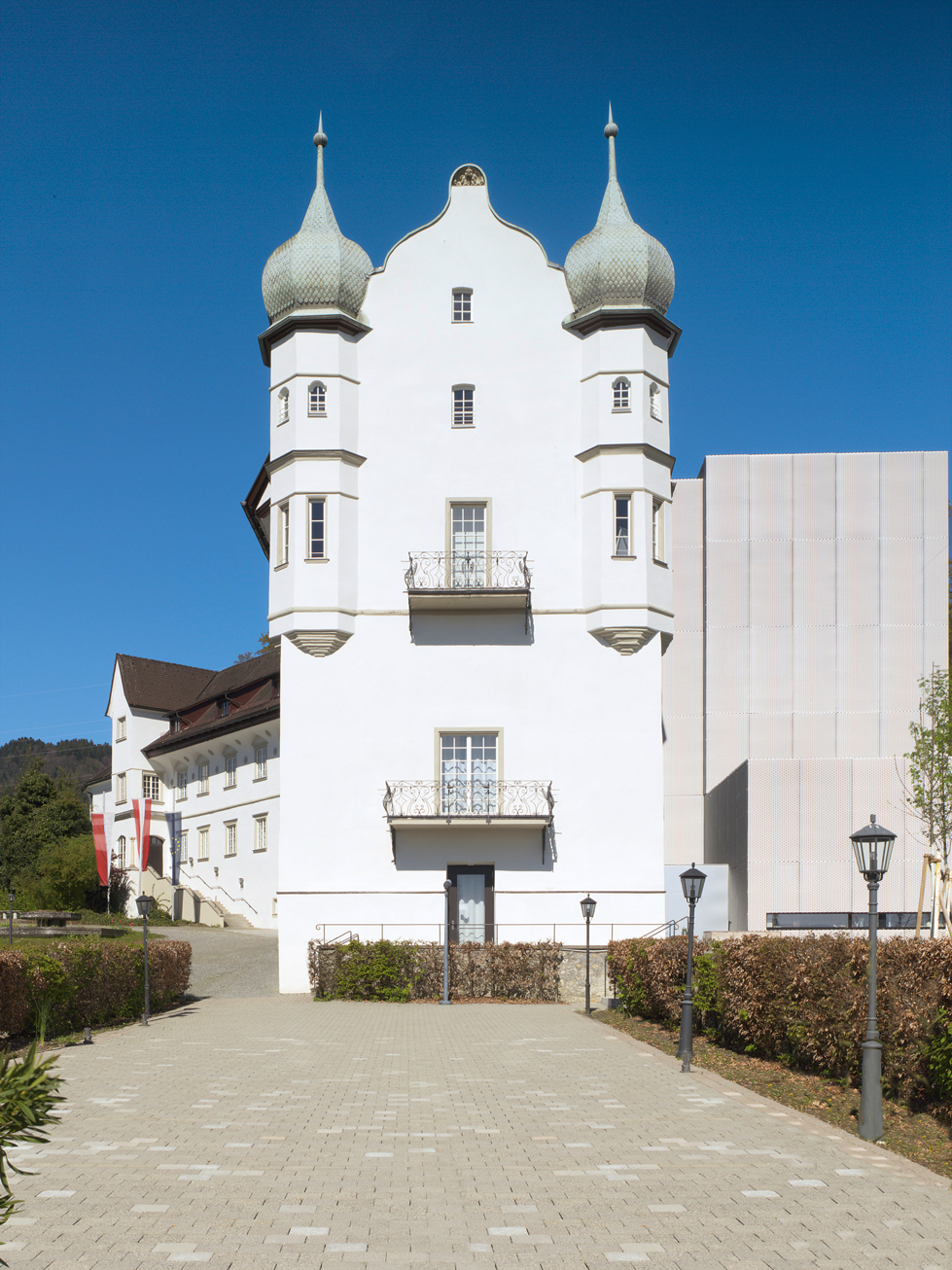
Schlosshofen Außenansicht 2017 Front Türme
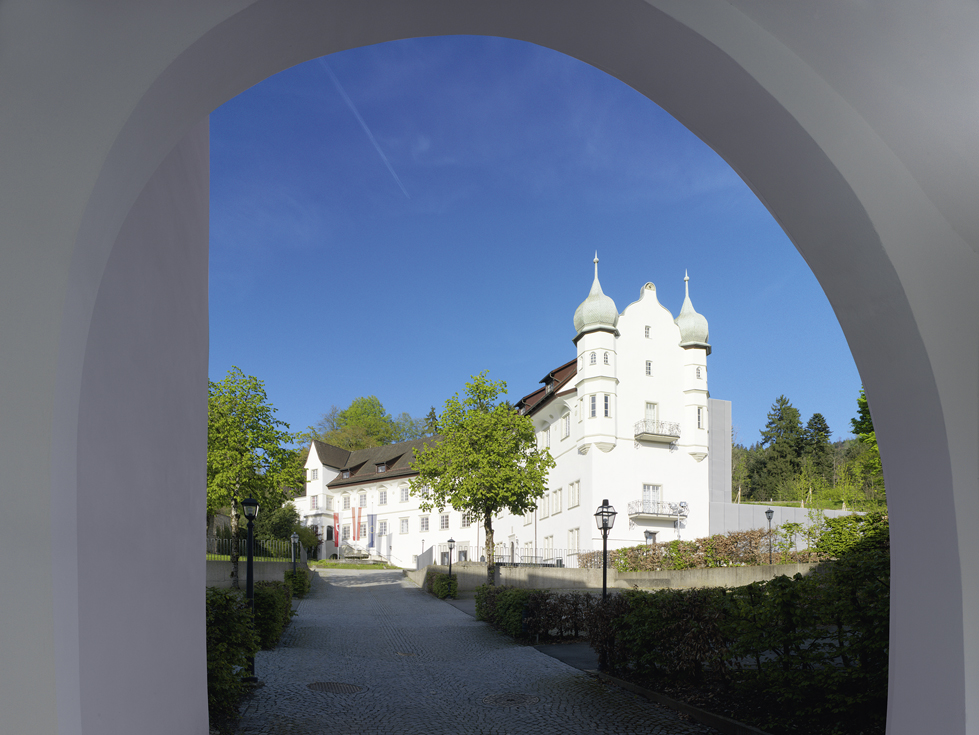
Schlosshofen Außenansicht 2017 Durchsicht unterer Torbogen
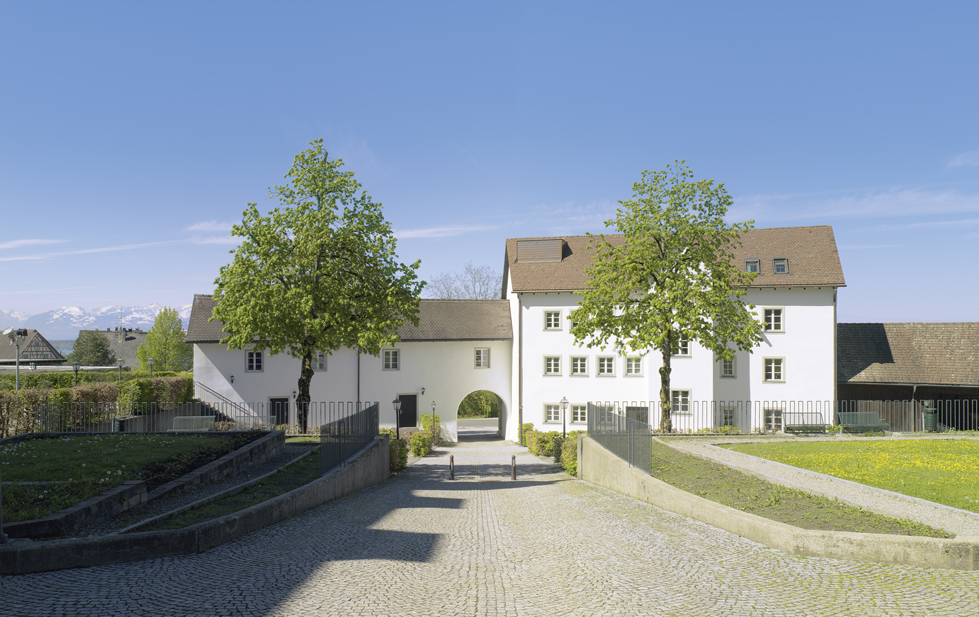
Schlosshofen Außenansicht 2017 Raitenauerhaus Innenhof
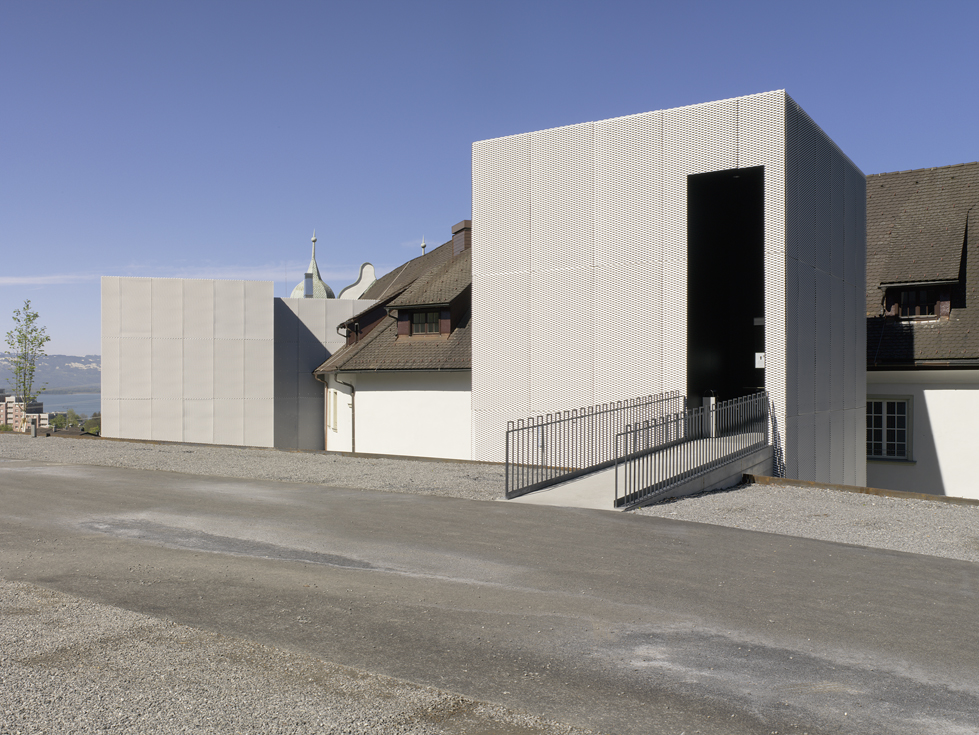
Schlosshofen Außenansicht 2017 Rückseite Eingang Turm
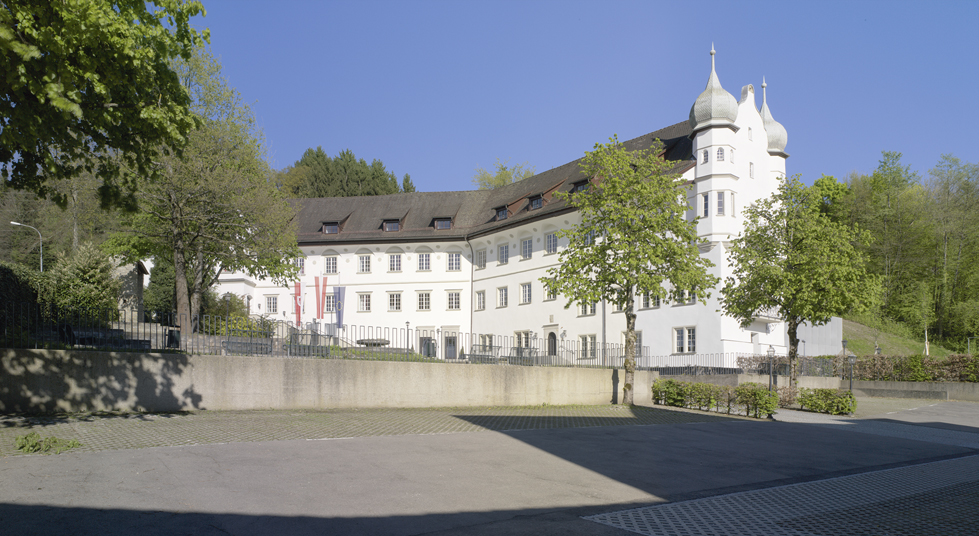
Schlosshofen Außenansicht 2017 Schloss-vom Innenparkplatz
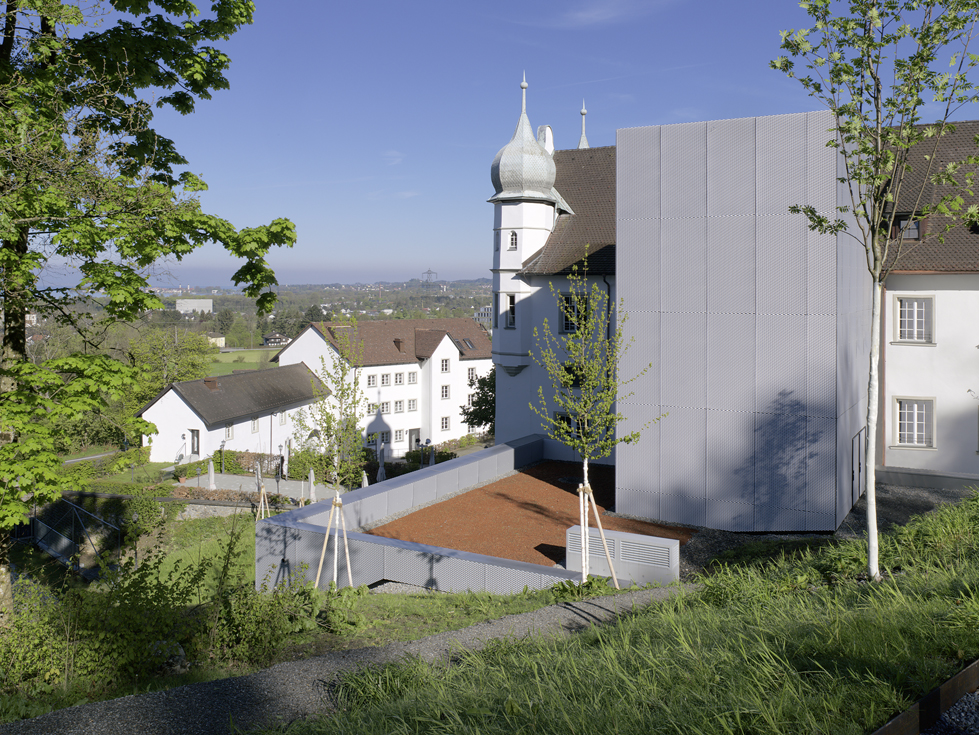
Schlosshofen Außenansicht 2017 Rückseite Turm